# Капшук Георгій Іванович
Георгій Іванович Капшук (нар. 21 березня 1939, село Ясна Поляна, Генічеський район, Херсонська область, Українська РСР — 28 червня 2023, місто Сімферополь) — український меліоратор, господарський діяч, секретар Кримського обласного комітету КПУ, заступник голови Верховної Ради Кримської АРСР.

## Життєпис
Народився в селянській родині. У 1959 році закінчив Прибрежненський сільськогосподарський технікум Сакського району Кримської області.
У березні — вересні 1959 року — зоотехнік колгоспу імені XXI з'їзду КПРС Джанкойського району Кримської області.
У 1959—1962 роках — служба в прикордонних військах.
Член КПРС з 1962 по 1991 рік.
У 1962—1963 роках — звільнений секретар комсомольської організації радгоспу «Семенной» Джанкойського району Кримської області.
У 1963—1965 роках — секретар комітету комсомолу Красноперекопського сільського виробничого комітету Кримської області.
У 1965—1966 роках — 1-й секретар Красноперекопського районного комітету ЛКСМУ.
У 1966—1967 роках — секретар партійного комітету Красноперекопського будівельно-монтажного управління Кримканалбуду.
У 1967—1973 роках — 2-й секретар Красноперекопського міського комітету КПУ Кримської області.
У 1970 році закінчив заочно зоотехнічний факультет Херсонського сільськогосподарського інституту імені Цюрупи. У 1973—1976 роках — слухач заочної Вищої партійної школи при ЦК КПРС.
З 1973 до березня 1982 року — 1-й секретар Красноперекопського міського комітету КПУ Кримської області.
З 5 березня 1982 по 14 квітня 1990 року — секретар Кримського обласного комітету КПУ з питань сільського господарства.
З квітня 1990 до березня 1991 року — заступник голови Кримської обласної ради народний депутатів. У березні — жовтні 1991 року — заступник голови Верховної Ради Кримської АРСР.
У 1991—1992 роках — голова Кримського Ради колгоспів. У 1992—1993 роках — голова Кримської республіканської Ради колективних сільськогосподарських підприємств.
Член Комуністичної партії України.
З червня 1993 року — керуючий справами Ради Міністрів Криму; з липня 1993 по червень 1994 року — міністр — керуючий справами Ради Міністрів Криму.
У 1994—2001 роках — на господарській роботі: начальник загального відділу Контрольно-ревізійного управління в Автономній Республіці Крим.
Потім — на пенсії.
Після російської збройної агресії проти України заявив стосовно Північно-Кримського каналу: «Якщо ще рік не буде використовуватися канал — прощай, Північно-Кримський! Цей залізобетон — він як живий організм. Влітку, коли ґрунт нагрівається до 60 градусів, а води немає — його коробить, веде. Одинадцять тисяч кілометрів каналів міжгосподарських, зрошувальних і трубопроводів! Як звідси до Аляски! Йому без води стояти влітку не можна».
Помер 28 червня 2023 року у Сімферополі, похований на цвинтарі Абдал.

## Нагороди
- орден «За заслуги» ІІІ ступеня (2009)
- два ордени Трудового Червоного Прапора
- Орден «Знак Пошани»
- Відзнака Автономної Республіки Крим «За вірність обов'язку».
- Заслужений працівник місцевого самоврядування в Автономній Республіці Крим (2006)
- Почесний меліоратор України
- Почесний громадянин Красноперекопська (22.12.2003)